# Lijst van voetbalinterlands Luxemburg - Portugal
Deze lijst van voetbalinterlands is een overzicht van alle officiële voetbalwedstrijden tussen de nationale teams van Luxemburg en Portugal. De landen speelden tot op heden 21 keer tegen elkaar. De eerste ontmoeting, een kwalificatiewedstrijd voor het Wereldkampioenschap voetbal 1962, werd gespeeld in Lissabon op 19 maart 1961. Het laatste duel, een kwalificatiewedstrijd voor het Europees kampioenschap voetbal 2024, vond plaats op 11 september 2023 in Faro.

## Wedstrijden
| №  | Plaats      | Datum             | Competitie           | Wedstrijd            | Uitslag |
| -- | ----------- | ----------------- | -------------------- | -------------------- | ------- |
| 1  | Lissabon    | 19 maart 1961     | WK 1962 kwalificatie | Portugal – Luxemburg | 6 – 0   |
| 2  | Luxemburg   | 8 oktober 1961    | WK 1962 kwalificatie | Luxemburg – Portugal | 4 – 2   |
| 3  | Luxemburg   | 9 juni 1984       | Vriendschappelijk    | Luxemburg – Portugal | 1 – 2   |
| 4  | Portimão    | 5 februari 1986   | Vriendschappelijk    | Portugal – Luxemburg | 2 – 0   |
| 5  | Porto       | 16 november 1988  | WK 1990 kwalificatie | Portugal – Luxemburg | 1 – 0   |
| 6  | Saarbrücken | 11 oktober 1989   | WK 1990 kwalificatie | Luxemburg – Portugal | 0 – 3   |
| 7  | Luxemburg   | 12 oktober 1991   | Vriendschappelijk    | Luxemburg – Portugal | 1 – 1   |
| 8  | Águeda      | 29 mei 2004       | Vriendschappelijk    | Portugal – Luxemburg | 3 – 0   |
| 9  | Metz        | 3 juni 2006       | Vriendschappelijk    | Luxemburg – Portugal | 0 – 3   |
| 10 | Luxemburg   | 17 november 2004  | WK 2006 kwalificatie | Luxemburg – Portugal | 0 – 5   |
| 11 | Faro        | 3 september 2005  | WK 2006 kwalificatie | Portugal – Luxemburg | 6 – 0   |
| 12 | Faro        | 10 augustus 2011  | Vriendschappelijk    | Portugal – Luxemburg | 5 – 0   |
| 13 | Luxemburg   | 7 september 2012  | WK 2014 kwalificatie | Luxemburg − Portugal | 1 − 2   |
| 14 | Coimbra     | 15 oktober 2013   | WK 2014 kwalificatie | Portugal − Luxemburg | 3 − 0   |
| 15 | Luxemburg   | 17 november 2015  | Vriendschappelijk    | Luxemburg – Portugal | 0 – 2   |
| 16 | Lissabon    | 11 oktober 2019   | EK 2020 kwalificatie | Portugal − Luxemburg | 3 − 0   |
| 17 | Luxemburg   | 17 november 2019  | EK 2020 kwalificatie | Luxemburg − Portugal | 0 − 2   |
| 18 | Luxemburg   | 30 maart 2021     | WK 2022 kwalificatie | Luxemburg – Portugal | 1 − 3   |
| 19 | Faro        | 12 oktober 2021   | WK 2022 kwalificatie | Portugal – Luxemburg | 5 − 0   |
| 20 | Luxemburg   | 26 maart 2023     | EK 2024 kwalificatie | Luxemburg − Portugal | 0 − 6   |
| 21 | Faro        | 11 september 2023 | EK 2024 kwalificatie | Portugal − Luxemburg | 9 − 0   |

## Samenvatting
| Competitie        | Totaal gespeeld | Winst Luxemburg | Gelijk | Winst Portugal | Doelsaldo Luxemburg – Portugal |
| ----------------- | --------------- | --------------- | ------ | -------------- | ------------------------------ |
| WK-kwalificatie   | 10              | 1               | 0      | 9              | 6 − 36                         |
| EK-kwalificatie   | 4               | 0               | 0      | 4              | 0 − 20                         |
| Vriendschappelijk | 7               | 0               | 1      | 6              | 2 − 18                         |
| Totaal            | 21              | 1               | 1      | 19             | 8 − 74                         |

## Details

### Zevende ontmoeting
| Vriendschappelijk (Luxemburg, Luxemburg, 12 oktober 1991): |       |                      |
| Luxemburg                                                  | 1 – 1 | Portugal             |
| Carlo Weis 65' (pen.)                                      | goals | 48' António Nogueira |

### Achtste ontmoeting
| Vriendschappelijk (Agueda, Portugal, 29 mei 2004): |       |           |
| Portugal                                           | 3 – 0 | Luxemburg |
| Luís Figo 14' Nuno Gomes 28' Rui Costa 37'         | goals |           |

### Dertiende ontmoeting
| WK 2014 kwalificatie (Luxemburg, Luxemburg, 7 september 2012): |       |                                          |
| Luxemburg                                                      | 1 – 2 | Portugal                                 |
| Daniel Alves da Mota 14'                                       | goals | 27' Cristiano Ronaldo 54' Hélder Postiga |

FLF · A-internationals · Bondscoaches · Statistieken · Luxemburgs vrouwenelftal · Luxemburg U21 · Luxemburg U19 · Luxemburg U18 · Luxemburg U17 · Luxemburg U16
1911 – 1919 ·
1920 – 1929 ·
1930 – 1939 ·
1940 – 1949 ·
1950 – 1959 ·
1960 – 1969 ·
1970 – 1979 ·
1980 – 1989 ·
1990 – 1999 ·
2000 – 2009 ·
2010 – 2019 ·
2020 − 2029
OS 1920 · 
OS 1924 · 
OS 1928 · 
OS 1936 · 
OS 1948 · 
OS 1952
1911 · 
1912 · 
1913 · 
1914 · 
1915 · 1916 · 1917 · 1918 · 1919 · 
1920 · 
1921 · 1922 · 1923 · 
1924 · 
1925 · 1926 · 
1927 · 
1928 · 
1929 · 1930 · 1931 · 1932 · 1933 · 
1934 · 
1935 · 
1936 · 
1937 · 
1938 · 
1939 · 
1940 · 
1941 · 1942 · 1943 · 1944 · 
1945 · 
1946 · 
1947 · 
1948 · 
1949 · 
1950 · 
1952 · 
1952 · 
1953 · 
1954 · 
1955 · 
1956 · 
1957 · 
1958 · 
1959 · 
1960 · 
1961 · 
1962 · 
1963 · 
1964 · 
1965 · 
1966 · 
1967 · 
1968 · 
1969 · 
1970 · 
1971 · 
1972 · 
1973 · 
1974 · 
1975 · 
1976 · 
1977 · 
1978 · 
1979 · 
1980 · 
1981 · 
1982 · 
1983 · 
1984 · 
1985 · 
1986 · 
1987 · 
1988 · 
1989 · 
1990 · 
1991 · 
1992 · 
1993 · 
1994 · 
1995 · 
1996 · 
1997 · 
1998 · 
1999 · 
2000 · 
2001 · 
2002 · 
2003 · 
2004 · 
2005 · 
2006 · 
2007 · 
2008 · 
2009 · 
2010 · 
2011 · 
2012 · 
2013 · 
2014 · 
2015 ·
2016 ·
2017 ·
2018 ·
2019 ·
2020 ·
2021
Afghanistan ·
Albanië ·
Algerije ·
Armenië ·
Azerbeidzjan ·
België ·
Bosnië en Herzegovina ·
Brazilië ·
Bulgarije ·
Canada ·
Cyprus ·
DDR ·
Denemarken ·
(West-)Duitsland ·
Egypte ·
Engeland ·
Estland ·
Faeröer ·
Finland ·
Frankrijk ·
Gambia ·
Georgië ·
Griekenland ·
Hongarije ·
Ierland ·
IJsland ·
Israël ·
Italië ·
Japan ·
Joegoslavië ·
Kaapverdië ·
Kameroen ·
Kazachstan ·
Letland ·
Liechtenstein ·
Litouwen ·
Madagaskar ·
Malta ·
Marokko ·
Mexico ·
Moldavië ·
Montenegro ·
Myanmar ·
Nederland ·
Nigeria ·
Noord-Ierland ·
Noord-Macedonië ·
Noorwegen ·
Oekraïne ·
Oostenrijk ·
Polen ·
Portugal ·
Qatar ·
Roemenië ·
Rusland ·
San Marino ·
Saoedi-Arabië ·
Schotland ·
Senegal ·
Servië ·
Servië en Montenegro ·
Slovenië ·
Slowakije ·
Sovjet-Unie ·
Spanje ·
Thailand ·
Togo ·
Tsjechië ·
Tsjecho-Slowakije ·
Turkije ·
Uruguay ·
Verenigde Staten ·
Wales ·
Wit-Rusland ·
Zuid-Korea ·
Zweden ·
Zwitserland
FPF · A-internationals · Selecties · Statistieken · Bondscoaches · Portugees vrouwenelftal · Olympisch elftal · Portugal U21 · Portugal U20 · Portugal U19 · Portugal U18 · Portugal U17 · Vrouwen U17
1921 – 1929 · 
1930 – 1939 · 
1940 – 1949 · 
1950 – 1959 · 
1960 – 1969 · 
1970 – 1979 · 
1980 – 1989 · 
1990 – 1999 · 
2000 – 2009 · 
2010 – 2019 · 
2020 – 2029
EK's: 1984 · 
1996 · 
2000 · 
2004 · 
2008 · 
2012 · 
2016 · 
2020 · 
2024
WK's: 1966 · 
1986 · 
2002 · 
2006 · 
2010 · 
2014 · 
2018 · 
2022
OS: 1928 · 
1996 · 
2004 · 
2016
1921 · 
1922 · 
1923 · 
1924 · 
1925 · 
1926 · 
1927 · 
1928 · 
1929 · 
1930 · 
1931 · 
1932 · 
1933 · 
1934 · 
1935 · 
1936 · 
1937 · 
1938 · 
1939 · 
1940 · 
1942 · 
1943 · 1944 · 
1945 · 
1946 · 
1947 · 
1948 · 
1949 ·
1950 · 
1951 · 
1952 · 
1953 · 
1954 · 
1955 · 
1956 · 
1957 · 
1958 · 
1959 ·
1960 · 
1961 · 
1962 ·
1963 ·
1964 · 
1965 · 
1966 · 
1967 · 
1968 · 
1969 ·
1970 · 
1971 · 
1972 · 
1973 · 
1974 · 
1975 · 
1976 · 
1977 · 
1978 · 
1979 ·
1980 · 
1981 · 
1982 · 
1983 · 
1984 · 
1985 · 
1986 · 
1987 · 
1988 · 
1989 · 
1990 · 
1991 ·
1992 · 
1993 · 
1994 · 
1995 · 
1996 · 
1997 · 
1998 · 
1999 · 
2000 · 
2001 · 
2002 · 
2003 · 
2004 · 
2005 · 
2006 · 
2007 · 
2008 · 
2009 · 
2010 · 
2011 · 
2012 · 
2013 ·
2014 ·
2015 ·
2016 ·
2017 ·
2018 ·
2019 ·
2020 ·
2021 ·
2022
Albanië ·
Algerije ·
Andorra ·
Angola ·
Argentinië ·
Armenië ·
Azerbeidzjan ·
België ·
Bolivia ·
Bosnië-Herzegovina ·
Brazilië ·
Bulgarije ·
Canada ·
Chili ·
China ·
Cyprus ·
DDR ·
Denemarken ·
Duitsland ·
Ecuador ·
Egypte ·
Engeland ·
Estland ·
Faeröer ·
Finland ·
Frankrijk ·
Gabon ·
Georgië ·
Ghana ·
Gibraltar ·
Griekenland ·
Hongarije ·
Ierland ·
IJsland ·
Iran ·
Israël ·
Italië ·
Ivoorkust ·
Joegoslavië ·
Kaapverdië ·
Kameroen ·
Kazachstan ·
Koeweit ·
Kroatië ·
Letland ·
Liechtenstein ·
Litouwen ·
Luxemburg ·
Malta ·
Marokko ·
Mexico ·
Moldavië ·
Mozambique ·
Nederland ·
Nieuw-Zeeland ·
Nigeria ·
Noord-Ierland ·
Noord-Korea ·
Noord-Macedonië ·
Noorwegen ·
Oekraïne ·
Oostenrijk ·
Panama ·
Paraguay ·
Polen ·
Qatar ·
Roemenië ·
Rusland ·
Saoedi-Arabië ·
Schotland ·
Servië ·
Slovenië ·
Slowakije ·
Sovjet-Unie ·
Spanje ·
Tsjechië ·
Tsjecho-Slowakije ·
Tunesië ·
Turkije ·
Uruguay ·
Verenigde Staten ·
Wales ·
Zuid-Afrika ·
Zuid-Korea ·
Zweden ·
Zwitserland
Angola (2006) ·
België (2021) ·
Brazilië (2010) · 
Denemarken (2012) ·
Duitsland (2006) ·
Duitsland (2008) ·
Duitsland (2012) ·
Duitsland (2014) ·
Duitsland (2021) ·
Engeland (2000) ·
Engeland (2006) ·
Frankrijk (2006) ·
Frankrijk (2016) ·
Frankrijk (2021)  ·
Ghana (2014) ·
Griekenland (2004, 2) · 
Hongarije (2021) · 
IJsland (2016) · 
Iran (2006) ·
Iran (2018) ·
Marokko (2018) ·
Marokko (2022) ·
Mexico (2006) ·
Nederland (2006) ·
Nederland (2012) ·
Oostenrijk (2016) · 
Spanje (2012) · 
Spanje (2018) ·
Tsjechië (2008) ·
Tsjechië (2012) · 
Turkije (2008) ·
Verenigde Staten (2014) ·
Uruguay (2018) ·
Zuid-Korea (2022) · 
Zwitserland (2008) · 
Zwitserland (2022)